# Lis Pedersen
Lis Pedersen født Westberg (død 6. september 2017) var en dansk fodboldspiller fra Orient. Hun var anfører på det danske hold som vandt i VM-finalen i 1971 i Mexico City mod værtsnationen Mexico.